# Synagoga w Pazardżiku
Synagoga w Pazardżiku – synagoga znajdująca się w Pazardżiku przy ulicy Asena Złatarowa 5.
Synagoga została zbudowana w 1850 roku według projektu pochodzącego z Bracigowa architekta Stawri Temełkowa. Posiada charakterystyczne wnętrze: środkowa część sufitu ozdobiona jest rzeźbą słońca otoczoną okrągłymi rozetami i kompozycją z figur geometrycznych. Ściany pokryte są malowidłami ściennymi. 
W 1954 roku budynek synagogi przejęło lokalne muzeum narodowe.